# 丙寅洋擾
丙寅洋擾為1866年法國與朝鮮王朝之間的戰爭。當時朝鮮高宗李㷩在位，但由興宣大院君李昰應攝政。

## 背景
1787年，两艘法国远东探险军舰闯入朝鲜济州岛和郁陵岛，对朝鲜南部沿海的航道进行测量。1835年，法国天主教传教士潜入朝鲜传教；1839年，朝鲜发生己亥邪狱，法国传教士被杀，1847年法国决定报复朝鲜，但由于触礁作罢。1851年，法国商船进入济州岛海域；1856年，数百名法国士兵在朝鲜长古岛登陆，烧杀抢掠，并窜到黄海道丰川沿岸。这年美国驻华公使伯驾在对美国国务院的报告书中就有“英占舟山，法占朝鲜，美占台湾”的瓜分计划。
1864年興宣大院君在朝鮮實行鎖國政策。興宣大院君是一個受儒學影響的人，而且朝中大臣普遍對於外國的天主教來韓傳教大為反感。1866年，興宣大院君禁止天主教在朝鮮國傳教，更捕殺信奉天主教的官員洪鳳周和南鍾三等人，甚至殃及九名法國天主教傳教士，史称丙寅邪狱。

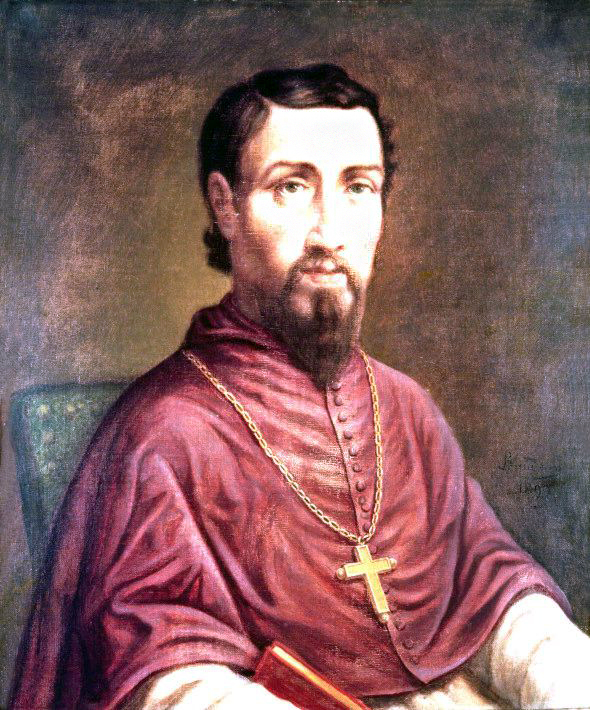
主教张敬一，巴黎外方传教会成员，1866年3月7日被杀

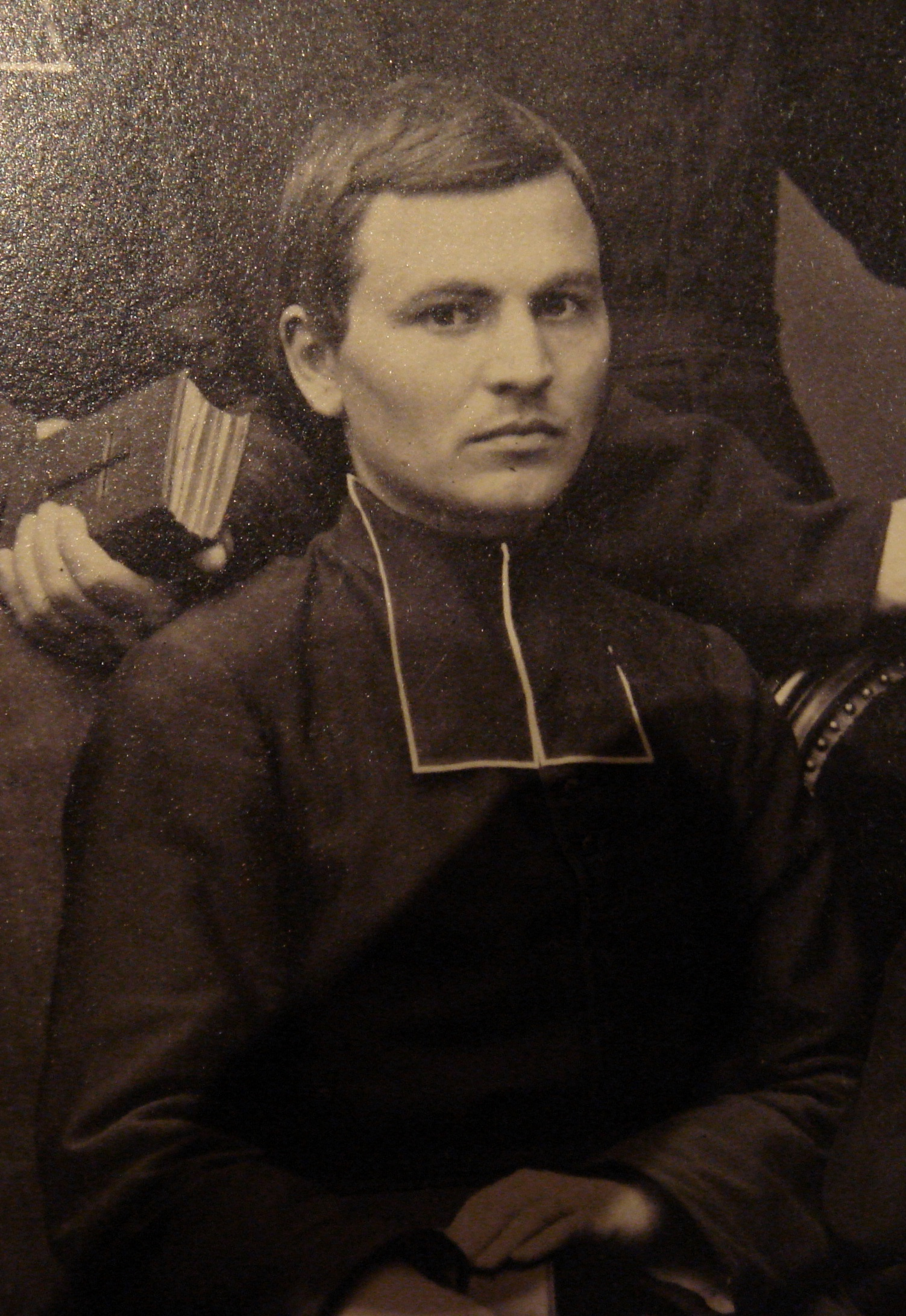
法国传教士皮埃尔·亨利·多里，巴黎外方传教会成员，1866年被杀

当时在朝鲜传教的法国神父共有12名，張敬一等9名法国传教士和8000多名朝鲜教徒遇害，李福明等3名法国人秘密逃到中国，他们向法国驻华公使报告了情况。

## 經過
此事驚動了法國，1866年农历8月，法國派艦隊攻打江華島，而興宣大院君則命李容熙攻擊法軍，法軍戰敗，是為丙寅洋擾。
1866年7月13日，法国政府指令其驻华代理公使亨利·德·伯洛内和亚洲舰队司令皮埃尔-古斯塔夫·罗泽向清朝总理衙门提出严重抗议：“……本年三月间，高丽国王突发一令，将该处法国主教二人及传教士九人并本地传教士七人、其餘教友，男女老幼无数盡行杀害。如此残暴，自取灭亡。因其系属中国纳贡之邦，是以本国命将兴师，以讨有罪……所有本国各路兵船，不日即可齐集朝鲜，暂取其国，后来再立何者为王，以守此土，仍听本国谕命施行。”
清朝把法国將要入侵的消息通报给朝鮮，興宣大院君驰檄各地官厅加强警备，又加紧镇压天主教徒，肃清内应。法国则透过丙寅邪狱中的漏网之鱼李福明等人大肆宣传朝鲜的野蛮血腥，以争取舆论支持。1866年9月1日起，罗泽率3艘军舰侦察朝鲜沿海情形。法国传教士李福明和3名朝鲜教徒带引法国军舰侦察了朝鲜西海岸，并从阳川溯汉江而上，经杨花津深入西江，法军甚至能望到朝鲜首都汉城（今韩国首尔）的部分城墙和街市，他们并且收到舍门将军号事件的消息。10月1日，罗泽绘制3张海图，接着率领3艘军舰从朝鲜撤退，回到中国芝罘（今烟台）。

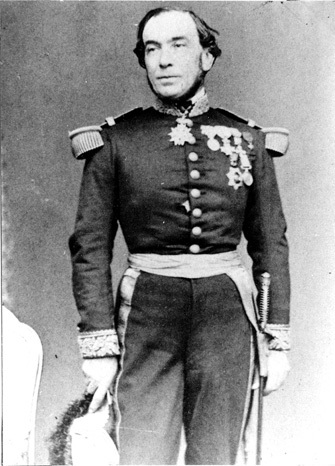
皮埃尔-古斯塔夫·罗泽，法军远东舰队司令

在朝鲜出现了“洋警”的恐慌，大批汉城官民纷纷逃难，一些人主张讲和，而興宣大院君却号召全国人民同仇敌忾，击退洋人，并命令御营中军李容熙率标下军与训局步兵队严阵以待，随时准备抵抗侵略。朝鲜人民也出现了反侵略的热潮，人们被广泛动员，纷纷组织团练以抵御入侵之敌。

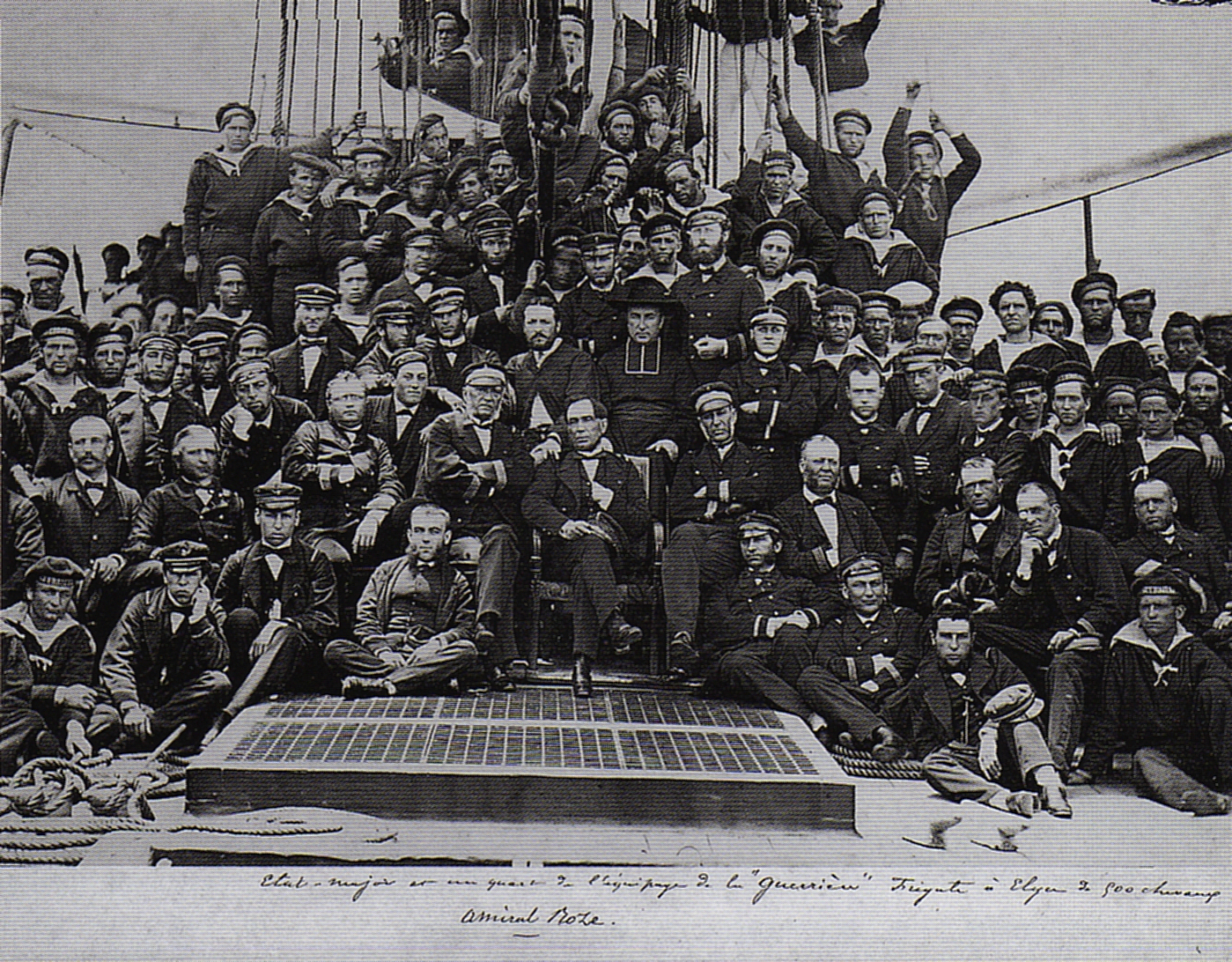
罗泽率法军在长崎

朝鲜王朝时期，全罗道和平安道等地的粮食和租税经海上的“漕运”送往汉城，因此法国亚洲舰队司令官罗泽决定占领江华岛，封锁汉江口，以阻断汉城和全罗道等地联系，以经济封锁迫使朝鲜屈服。他预计要动员1500—2000人的兵力征服朝鲜。10月11日，以巡洋舰“盖里埃勒”号（Guerrière）为旗舰，7艘军舰、600名法兵从中国芝罘出发攻打朝鲜。驻扎在日本横滨的法国海军部分的900人則从另一路进攻。
10月14日（农历九月六日），法军在甲串津登陆江华岛，击败朝鲜军队，通津府使李公濂逃走。16日，法军攻占朝鲜陪都之江华府，大肆烧杀抢掠。江华留守李寅夔逃跑，前判书李是远仰药自尽。
罗泽宣称“尔杀我九人，故要杀尔九千人”。法国要求朝鲜为杀害法国人赔款、惩办带头镇压天主教的官员以及派出全权代表与法国谈判并缔结通商条约。
興宣大院君得到消息后，决定和法国人对抗到底，写下“洋夷侵犯，非战则和，主和卖国”，表明他坚持锁国的决心，并在宗庙发誓道：“人死国亡，古今天地之常经也。洋夷侵犯，列国亦自有之，于今几百年，此贼不敢得意矣……我有三件划定于心者，谅此血誓，随我蹑后焉：一、不耐其苦，若和亲则是卖国也；一、不耐其毒，若许交易则是亡国也；一、贼迫京城，若有去豳则是危国也。”表示绝不迁都，也不议和，而是和汉城共存亡，命令训练大将李景夏加强汉江下游到西海岸的防御工事，并用木筏堵住汉江江面，防止法国军舰溯江而上。又组织人民加入义勇队，到前线抗击法军。
10月26日，哨官韓聖根在文殊山城击退法军，获得了首次胜利；11月7日，160名法军在奥利弗（Olivier）的率领下在鼎足山城遭千总梁憲洙伏击，死伤32人。此时天气转寒，11月10日，罗泽决定撤兵，命令军队将江华岛洗劫一空。法军烧毁长宁殿和无数官衙民房，并将府库中的金银财宝尽数抢走（总计50万法郎），又从外奎章阁掠走《朝鲜王朝实录》、《朝鲜王室仪轨》等政府档案。直到2011年才以永久出借的形式归还韩国。

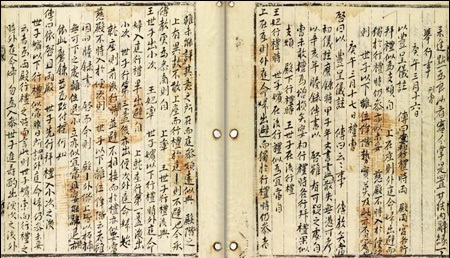
法国国家图书馆收藏的被掠韩国书籍

## 影響
洋擾事件加深了興宣大院君對外國的排斥。興宣大院君下令在德津要塞树立起刻有“海门防守，他国船慎勿过”字样的石碑，各地尤其是汉江与江华岛一带大力加紧军备建设，人民异常亢奋，与之相应的，则是对天主教徒更大规模的迫害。興宣大院君利用这次洋扰获得了空前的威望，使其政权更加巩固。

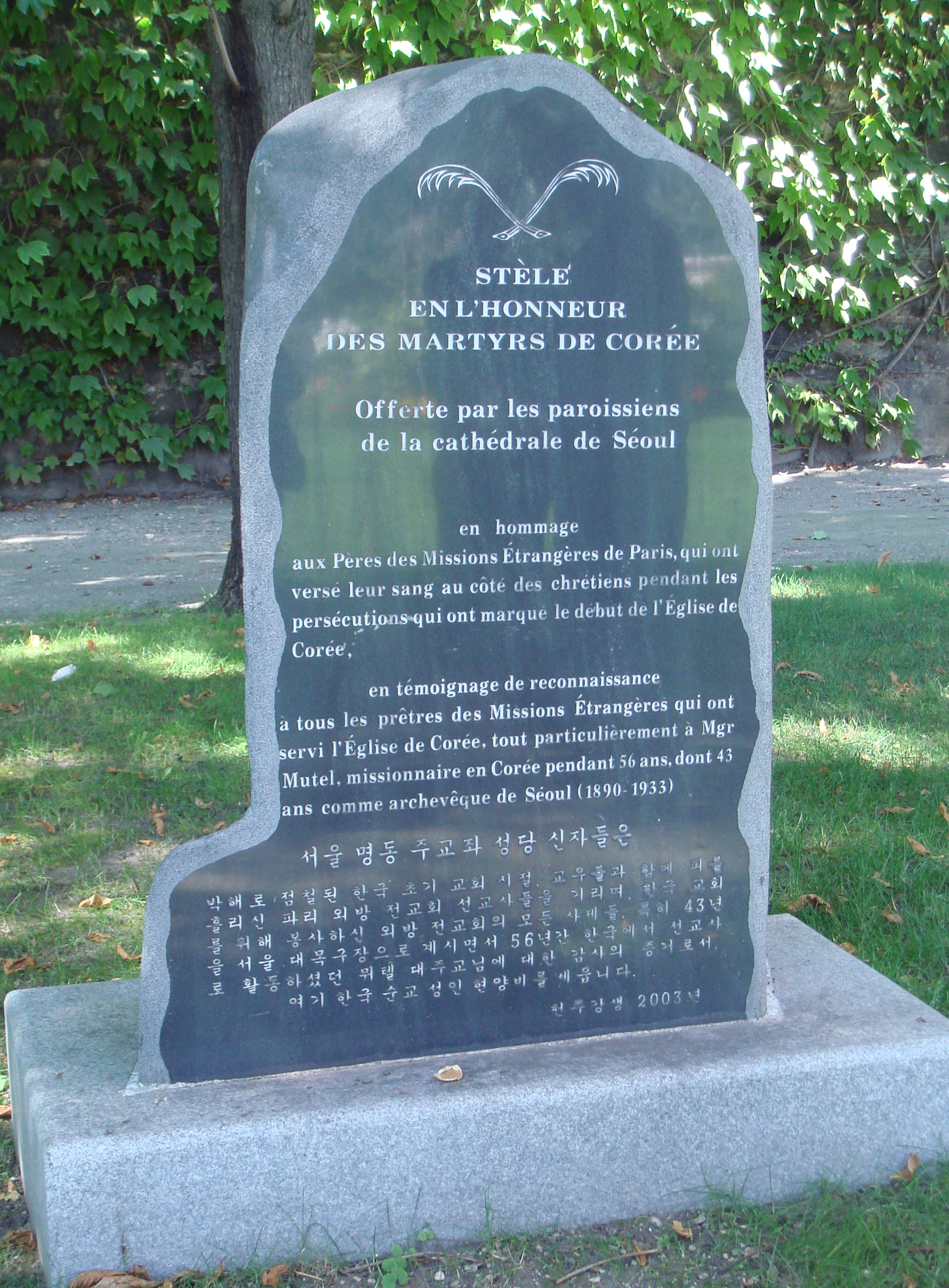
韩国巴黎外方传教会的殉教者石碑

后来美国邀约法国一起出兵侵略朝鲜时，法国没有同意，再加上后来发生普法战争、巴黎公社等一系列事件，再也无暇东顾。1950年朝鲜战争以前，法军再没踏上朝鲜土地。1886年，朝鲜和法国签订了修好通商条约，朝鲜承认了天主教的合法性，法国也最终获得了在朝鲜自由传教的权利。